# Franz Stricker
Franz Florenz Stricker (* 4. Februar 1842 in Allendorf, Kreis Arnsberg; † unbekannt) war ein deutscher Generalarzt im Rang eines Generalmajors.

## Leben
Franz Stricker war ein Sohn des Kreis-Wundarztes Gustav Stricker († 1882) und der Karoline, geb. Iskenius († 1872). Er besuchte ein Gymnasium in Dortmund.
Er studierte vom 30. April 1862 bis 15. Februar 1866 an der Medizinisch-Chirurgischen Akademie für das Militär in Berlin. Am 15. Februar 1866 trat er als Unterarzt in die Charité ein. Am 14. April 1866 promovierte er und wurde am 23. Mai 1867 zum Assistenzarzt in einem Garde-Feldartillerie-Regiment befördert. 1867 wurde er Assistenzarzt (mit dem Rang als Premierleutnants) im Jäger-Bataillon 7. 1870 kam er von hier zum Dragoner-Regiment 4. 1872 war er kurz als Stationsarzt an der Unteroffizierschule in Jülich, bevor er an die Kaiser Wilhelm-Akademie wechselte. Vom 20. April 1872 bis 22. September 1876 war er an der Kaiser Wilhelm-Akademie tätig. Anschließend kam er in das Garde-Grenadier-Regiment 1. Während des Russisch-Türkischen Feldzug 1877/78 diente er in Kriegslazaretten in Rumänien. 1877 war er Stabs- und Bataillonsarzt im Garde-Grenadier-Regiment Nr. 1. Ein Jahr später kam er zum Bezirkskommando Berlin und wurde 1884 zum Oberstabsarzt befördert. Ab 1885 war er für zwei Jahre im Grenadier-Regiment 5. Von 1887 bis 1893 war er am Invalidenhaus in Berlin. Anschließend war er als Generalarzt Korpsarzt beim XVI. Armee-Korps in Metz. Im März 1896 wurde er als Generalarzt 2. Klasse mit dem Ritterkreuz I. Klasse des Königlich-Bayerischen Militär-Verdienstordens ausgezeichnet. 1897 ging er in der gleichen Funktion zum VII. Armee-Korps.
Von 1901 bis 1907 war er Mitglied und später stellvertretender Vorsitzender des Wissenschaftlichen Senats der Kaiser Wilhelm-Akademie. Zeitgleich war er erst Korpsarzt des Gardekorps und dann ab 1906 Sanitäts-Inspektor der 3. Sanitäts-Inspektion in Kassel. Am 11. September 1907 schied er als Generalarzt aus dem aktiven Dienst aus.
Am 21. Juni 1879 heiratete er Gertrud Reimann. Nach seinem Ausscheiden lebte er in Berlin.

## Werke (Auswahl)
- Über die Behandlung der diffusen Nephritis und einiger damit zusammenhängender Erkrankungen. Zusammenfassung eines Vortrags in der Deutschen militärärztlichen Zeitschrift, 1875, S. 283–285.
- Die Behandlung des acuten Gelenkrheumatismus und des Typhus mit den Salicylsäurepräparaten. In: Deutsche militärärztliche Zeitschrift, VI. Jahrgang, Heft 1, 1877, S. 1–50.
- Mit- und Nachkrankheiten im Allgemeinen nebst Tafelerklärung. In: Die Influenza-Epidemie, J. E. Bergmann, 1892, S. 107–114.
- Ueber Lungenblutungen in der Armee. In: Festschrift zur 100 jährigen Stiftungsfeier des medizinisch-chirurgischen Friedrich-Wilhelm-Instituts, August Hirschwald, Berlin, 1895, S.
- Die Blinddarmentzündung in der Armee von 1880–1900. Coler-Schjerning, 1906.